# Fotogramas de Plata 2008
La 59a cerimònia de lliurament dels Fotogramas de Plata 2008, lliurats per la revista espanyola especialitzada en cinema Fotogramas, va tenir lloc el 2 de març de 2009 a la discoteca Joy Eslava de Madrid. Fou presentada per Anabel Alonso.

## Candidatures

### Millor pel·lícula espanyola
| Pel·lícula        | Director      | Resultat   |
| ----------------- | ------------- | ---------- |
| Tiro en la cabeza | Jaime Rosales | Guanyadora |

### Millor pel·lícula estrangera
| Pel·lícula                              | Director     | Resultat   |
| --------------------------------------- | ------------ | ---------- |
| Abans que el diable sàpiga que has mort | Sidney Lumet | Guanyadora |

### Tota una vida
| Intèrpret                  | Resultat   |
| -------------------------- | ---------- |
| Josep Sazatornil i Buendía | Guanyadora |

### Millor actriu de cinema
| actriu         | Pel·lícula               | Resultat   |
| -------------- | ------------------------ | ---------- |
| Marian Álvarez | El millor de mi          | Candidata  |
| Penélope Cruz  | Vicky Cristina Barcelona | Candidata  |
| Maribel Verdú  | Los girasoles ciegos     | Guanyadora |

### Millor actor de cinema
| Actor            | Pel·lícula           | Resultat  |
| ---------------- | -------------------- | --------- |
| Raúl Arévalo     | Los girasoles ciegos | Candidat  |
| Javier Cámara    | Fuera de carta       | Guanyador |
| Eduard Fernández | 3 días               | Candidat  |

### Millor actor de televisió
| Actor                  | Sèrie de televisió       | Resultat  |
| ---------------------- | ------------------------ | --------- |
| Imanol Arias           | Cuéntame cómo pasó       | Candidat  |
| Paco León              | Aída                     | Candidat  |
| Miguel Ángel Silvestre | Sin tetas no hay paraíso | Guanyador |

### Millor actriu de televisió
| Actriu        | Sèrie de televisió | Resultat   |
| ------------- | ------------------ | ---------- |
| Amparo Baró   | El Internado       | Candidata  |
| Carmen Machi  | Aída               | Candidata  |
| Patricia Vico | Hospital Central   | Guanyadora |

### Millor actriu de teatre
| Actriu          | Muntatge                     | Resultat   |
| --------------- | ---------------------------- | ---------- |
| Anabel Alonso   | Nunca estuviste tan adorable | Guanyadora |
| Blanca Portillo | Barroco                      | Candidata  |
| Maribel Verdú   | Un dios salvaje              | Candidata  |

### Millor actor de teatre
| Actor/Companyia  | Muntatge                   | Resultat  |
| ---------------- | -------------------------- | --------- |
| Juan Diego Botto | Hamlet                     | Guanyador |
| Paco León        | ¿Estás ahí?                | Candidat  |
| Jordi Rebellón   | Mentiras, incienso y mirra | Candidat  |

### Intèrpret més buscat a www.fotogramas.es
| Intèrpret              | Resultat  |
| ---------------------- | --------- |
| Javier Bardem          | Candidat  |
| Penélope Cruz          | Candidat  |
| Miguel Ángel Silvestre | Guanyador |